# Prototheora quadricornis
Prototheora quadricornis là một loài bướm đêm thuộc họ Prototheoridae. Loài này có ở Nam Phi.